# Christine Nieves
Christine Nieves es una activista contra el cambio climático y conferencista puertorriqueña, fundadora de Emerge Puerto Rico, una organización sin ánimo de lucro para el desarrollo comunitario.
Su activismo se centra en la creación de resiliencia comunitaria antes y después de los desastres ambientales, como el huracán María en 2017 y la serie de terremotos en Puerto Rico en 2020. Su organización, antes llamada Apoyo Mutuo Mariana, proporcionó ayuda a una comunidad montañosa que se vio afectada por la tormenta.

## Biografía
Nieves se licenció en la Universidad de Pensilvania. Posteriormente obtuvo un máster en la Universidad de Oxford.
Su activismo hace hincapié en la importancia de la comunidad y la autosuficiencia a la hora de prepararse para el cambio climático, en parte debido a la falta de ayuda gubernamental tras el huracán María. Nieves ha trabajado con "organizadores anarquistas" para lograr una mayor independencia de la comunidad. También habla sobre la salud mental y los retos que se presentan después de los desastres.
Fundó Emerge Puerto Rico, una "startup de liderazgo en el cambio climático" sin ánimo de lucro. Dio una charla sobre su trabajo hacia la resiliencia comunitaria en la conferencia anual TEDMED en 2018. En 2020 se convirtió en becaria de la iniciativa Echoing Green.